# Электроретинография

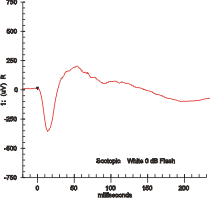
Электроретинограмма

Электроретинография — метод изучения функционального состояния сетчатки, основанный на регистрации биопотенциалов, возникающих в ней при световом раздражении.
На электроретинограммах можно выделить 3 компонента: начальная a-волна, , b-волна, , и поздняя c-волна . В зависимости вида ERG, c-волна может быть положительной, отрицательной или отсутствовать (целиком или частично).